# Piotr Kofta
Piotr Eliasz Kofta (ur. 13 września 1973) – polski pisarz, dziennikarz, krytyk literacki.

## Życiorys
Urodził się w rodzinie Jonasza i Jagi Koftów. Z wykształcenia socjolog. Pracował jako nauczyciel akademicki oraz niezależny badacz społeczny. Prowadzi wykłady i ćwiczenia z pisania kreatywnego w Instytucie Mediów i Nauk Społecznych.
Jako redaktor i felietonista pracuje w dodatku kulturalnym „Kultura” do gazety codziennej „Dziennik Polska-Europa-Świat” (od 2009 „Dziennik Gazeta Prawna”). Współpracował także jako dziennikarz i publicysta z tygodnikiem „Wprost”. Publikował w Internecie jako „Pan Szpicer”.

Autor książek Piękne wieczory, Bura małpa, Lejek (Wariacje) oraz opowiadania Rytm, stanowiącego integralny dodatek do płyty Affliction XXIX II MXMVI zespołu Blindead.
Z upodobania bohemista.
Ma żonę i dwie córki.